# Jean-Pierre Sudre
Pour les articles homonymes, voir Sudre.
Jean-Pierre Sudre, né le 27 septembre 1921 à Paris et mort le 6 septembre 1997 à Aix-en-Provence, est un photographe français. 

## Biographie
Jean-Pierre Sudre commence sa vie professionnelle comme laborantin et assistant reporter au quotidien Le Journal. Puis il suit une formation de cinéaste, à l'IDHEC (1943-1945). Mais il choisit, en 1949, d'être photographe. Ses premiers travaux sont des photographies industrielles, puis des sous-bois et des natures mortes. En 1957, il est chargé de cours de photographie à l’École des arts appliqués lors de la création de son département d’esthétique industrielle. De 1965 à 1970, il enseigne à l’École nationale supérieure d'architecture et des arts visuels de la Cambre à Bruxelles. En 1973, il quitte Paris et s'installe à Lacoste (Vaucluse) où il crée, avec sa femme, le centre pédagogique Abbaye de Photothélème. En 1994 il quitte Lacoste pour Aix-en-Provence, où il meurt en 1997.
Jean-Pierre Sudre s'est illustré dans plusieurs domaines de la photographie : .. photographie industrielle, paysages et natures mortes.
Dans les années 1950, grâce au travail en chambre noire, il a utilisé beaucoup de techniques innovantes et fait des recherches techniques pour ses tirages, en utilisant des matières inusitées, des émulsions, des sels rares. Dès 1960, il crée des cristaux sur plaque de verre qu’il utilise comme des négatifs.
Membre du groupe des 30×40, il en a été le président d'honneur, aux côtés d'autres photographes tels que Robert Doisneau, Willy Ronis, Jean Dieuzaide.
Sa femme Claudine Sudre (1925-2013), photographe de laboratoire, a notamment développé des photographies de Brassaï, Jeanloup Sieff, et fait des tirages de photographes comme Nadar ou Eugène Atget dans son laboratoire parisien.

### Famille
Jean-Pierre Sudre est le patriarche d'une dynastie de photographes, dont sa belle-fille Laurence Sudre

## Prix et récompenses
- Officier de l'ordre des Arts et des Lettres (1997).

## Œuvres principales
- La Jetée de Chris Marker (1962), avec la participation de Service de la recherche de la R.T.F.[4].

## Collections
- Paris, Bibliothèque nationale de France, département des estampes et de la photographie
- Toulon, Musée d'art.

## Expositions

### Expositions personnelles
- 3 février - 26 mars 2016 : exposition des œuvres photographiques des années 1950 à 1970, Gitterman Gallery, New York[5].
- 21 octobre 2011 - 21 janvier 2012 ; Les Sudre une famille de photographes, Bibliothèque de la Part-Dieu, Lyon[6]
- 2007 :  
  - Galerie Chambre avec Vues, Paris
  - Rencontres photographiques de sud Gironde
- 2006, Cologne
- 2003, Les Rencontres de la photographie d'Arles. Commissaire : Bernard Perrine et Claudine Sudre.
- 2001-2002, Institut français, Saragosse, Espagne[7]
- 4 octobre - 4 novembre 1989 : Galerie de photographie de la Bibliothèque nationale, Espace Colbert, Paris[8].
- 3 juin - 26 juin 1983 : Musée Réattu, Arles[9]
- 1979, Au-delà de la caméra, festival des Rencontres de la photographie d'Arles, France.
- 2 décembre 1975 - 4 janvier 1976 : Galerie du Château d’Eau, Toulouse[10]
- 1974 : Rencontres de la photographie d'Arles
  - Spectacle matériographique.
  - Exposition Filleuls et parrains.
- 1971, exposition collective Le Groupe Libre Expression : Expo 5 présentée par Jean-Claude Gautrand, Les Rencontres d'Arles.

### Expositions collectives
- 1970, Invité d'honneur, Les Rencontres d'Arles. Exposition Denis Brihat, Jean-Philippe Charbonnier, Jean-Pierre Sudre présentée par Michel Tournier.
- février - mars 1968 : L'Œil objectif. Robert Doisneau, Denis Brihat, Lucien Clergue, Jean-Pierre Sudre, Musée Cantini, Marseille[11].